# Cantone di Ligny-en-Barrois
Il Cantone di Ligny-en-Barrois è una divisione amministrativa dell'arrondissement di Bar-le-Duc e dell'arrondissement di Commercy.
A seguito della riforma approvata con decreto del 17 febbraio 2014, che ha avuto attuazione dopo le elezioni dipartimentali del 2015, è passato da 20 a 41 comuni.

## Composizione
I 20 comuni facenti parte prima della riforma del 2014 erano:
- Chanteraine
- Givrauval
- Guerpont
- Ligny-en-Barrois
- Loisey-Culey
- Longeaux
- Maulan
- Menaucourt
- Naix-aux-Forges
- Nançois-sur-Ornain
- Nant-le-Grand
- Nant-le-Petit
- Nantois
- Saint-Amand-sur-Ornain
- Salmagne
- Silmont
- Tannois
- Tronville-en-Barrois
- Velaines
- Willeroncourt

Dal 2015 i comuni appartenenti al cantone sono i seguenti 41:
- Abainville
- Amanty
- Badonvilliers-Gérauvilliers
- Baudignécourt
- Biencourt-sur-Orge
- Bonnet
- Le Bouchon-sur-Saulx
- Brauvilliers
- Bure
- Chanteraine
- Chassey-Beaupré
- Couvertpuis
- Dainville-Bertheléville
- Dammarie-sur-Saulx
- Delouze-Rosières
- Demange-aux-Eaux
- Fouchères-aux-Bois
- Givrauval
- Gondrecourt-le-Château
- Hévilliers
- Horville-en-Ornois
- Houdelaincourt
- Ligny-en-Barrois
- Longeaux
- Mandres-en-Barrois
- Mauvages
- Menaucourt
- Ménil-sur-Saulx
- Montiers-sur-Saulx
- Morley
- Naix-aux-Forges
- Nantois
- Ribeaucourt
- Les Roises
- Saint-Amand-sur-Ornain
- Saint-Joire
- Tréveray
- Vaudeville-le-Haut
- Villers-le-Sec
- Vouthon-Bas
- Vouthon-Haut